# Coyolxauhqui

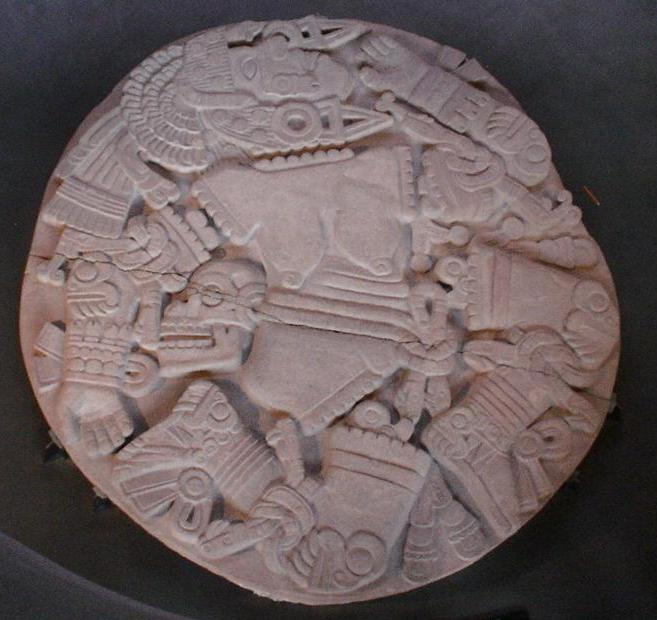
Pedra com representação de Coyolxauhqui.

Na Mitologia Asteca Coyolxauhqui é uma deusa símbolo da lua.